# موونت هلسی (اوهایو)
موونت هلسی(به انگلیسی: Mount Healthy) شهری در ایالت اوهایو کشور ایالات متحده آمریکا است که جمعیت آن در سرشماری سال ۲۰۱۰ میلادی، ۶٬۰۹۸ نفر بوده‌است.